# 茂木町

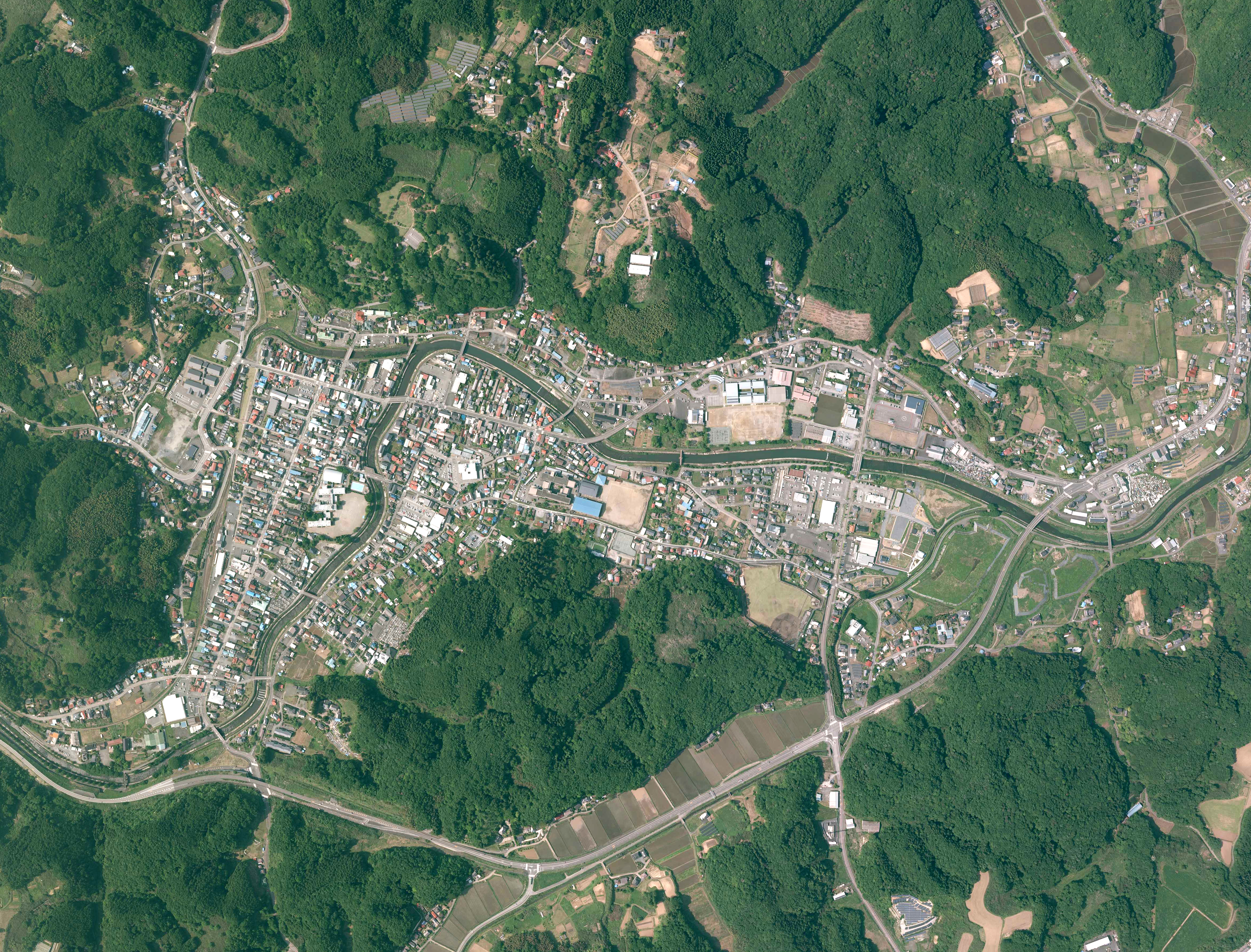
茂木町中心部周辺の空中写真。
2022年5月19日撮影の2枚を合成作成。。

茂木町（もてぎまち）は、栃木県南東部に位置し、芳賀郡に属する町。茨城県との県境に位置する。地元を流れる那珂川は鮭が遡上する事から、鮭が名産の一つである。宇都宮市への通勤率は10.0%（平成22年国勢調査）。

## 地理
- 河川：那珂川

### 隣接する自治体
- 栃木県
  - 那須烏山市
  - 芳賀郡益子町
  - 芳賀郡市貝町
- 茨城県
  - 笠間市
  - 常陸大宮市
  - 桜川市
  - 東茨城郡城里町

## 歴史

### 年表
- 1889年（明治22年）4月1日 - 茂木町、逆川村（さかがわむら）、中川村（なかがわむら）、須藤村（すどうむら）が誕生。
- 1920年（大正9年）12月15日 - 真岡軽便線（現在の真岡線）七井駅 - 茂木駅間が開業。
- 1954年（昭和29年）8月1日 - 茂木町・逆川村・中川村・須藤村が合併し、新しい茂木町発足。
- 1963年（昭和38年）4月1日 - 国道123号が制定。
- 1975年（昭和50年）4月1日 - 国道294号栃木県益子町 - 福島県会津若松市間が制定。
- 1997年（平成9年）8月 - 「ツインリンクもてぎ」開業。
- 2011年（平成23年）9月30日 - 茂木町営バス廃止。翌日より「茂木町デマンドタクシーめぐるくん」へ移行。
- 2022年（令和4年）3月1日 - 「ツインリンクもてぎ」が「モビリティリゾートもてぎ」へ改称。

### 行政区域変遷
- 変遷の年表

| 茂木町町域の変遷（年表） | 茂木町町域の変遷（年表） | 茂木町町域の変遷（年表） |
| 年                       | 月日                     | 現茂木町町域に関連する行政区域変遷 |
| ------------------------ | ------------------------ | --- |
| 1889年（明治22年）       | 4月1日                   | 町村制施行により、以下の町村が発足。 - 茂木町 ← 茂木町・小井戸村・鮎田村・林村・三坂村・増井村・青梅村・檜山村 - 逆川村 ← 小山村・小貫村・深沢村・飯村・木幡村・北高岡村・福手村・天子村 - 中川村 ← 河井村・山内村・小深村・川又村・牧野村・飯野村・馬門村・入郷村・後郷村 - 須藤村 ← 千本村・上菅又村・下菅又村・町田村・坂井村・黒田村・生井村・大瀬村・大畑村・ 烏生田村・九石村・所草村・竹原村 |
| 1951年（昭和26年）       |                          | 中川村の一部（馬門、後郷の各一部）は茂木町に編入。 |
| 1954年（昭和29年）       | 8月1日                   | 茂木町・逆川村・中川村・須藤村が合併し茂木町が発足。 |

- 変遷表

| 茂木町町域の変遷表 | 茂木町町域の変遷表 | 茂木町町域の変遷表  | 茂木町町域の変遷表 | 茂木町町域の変遷表    | 茂木町町域の変遷表    | 茂木町町域の変遷表 | 茂木町町域の変遷表 | 茂木町町域の変遷表 |
| 1868年 以前        | 1868年 以前        | 明治元年 - 明治22年 | 明治22年 4月1日    | 明治22年 - 昭和64年   | 明治22年 - 昭和64年   | 平成元年 - 現在    | 現在               |                    |
| ------------------ | ------------------ | ------------------- | ------------------ | --------------------- | --------------------- | ------------------ | ------------------ | ------------------ |
|                    | 藤縄村             | 明治8年 茂木町      | 茂木町             | 茂木町                | 昭和29年8月1日 茂木町 | 茂木町             | 茂木町             |                    |
|                    | 槻木村             | 明治8年 茂木町      | 茂木町             | 茂木町                | 昭和29年8月1日 茂木町 | 茂木町             | 茂木町             |                    |
|                    | 小井戸村           |                     | 茂木町             | 茂木町                | 昭和29年8月1日 茂木町 | 茂木町             | 茂木町             |                    |
|                    | 鮎田村             |                     | 茂木町             | 茂木町                | 昭和29年8月1日 茂木町 | 茂木町             | 茂木町             |                    |
|                    | 林村               |                     | 茂木町             | 茂木町                | 昭和29年8月1日 茂木町 | 茂木町             | 茂木町             |                    |
|                    | 三坂村             |                     | 茂木町             | 茂木町                | 昭和29年8月1日 茂木町 | 茂木町             | 茂木町             |                    |
|                    | 増井村             |                     | 茂木町             | 茂木町                | 昭和29年8月1日 茂木町 | 茂木町             | 茂木町             |                    |
|                    | 青梅村             |                     | 茂木町             | 茂木町                | 昭和29年8月1日 茂木町 | 茂木町             | 茂木町             |                    |
|                    | 檜山村             |                     | 茂木町             | 茂木町                | 昭和29年8月1日 茂木町 | 茂木町             | 茂木町             |                    |
|                    | 小山村             | 小山村              | 逆川村             | 逆川村                | 昭和29年8月1日 茂木町 | 茂木町             | 茂木町             |                    |
|                    | 小貫村             |                     | 逆川村             | 逆川村                | 昭和29年8月1日 茂木町 | 茂木町             | 茂木町             |                    |
|                    | 深沢村             |                     | 逆川村             | 逆川村                | 昭和29年8月1日 茂木町 | 茂木町             | 茂木町             |                    |
|                    | 飯村               |                     | 逆川村             | 逆川村                | 昭和29年8月1日 茂木町 | 茂木町             | 茂木町             |                    |
|                    | 木幡村             |                     | 逆川村             | 逆川村                | 昭和29年8月1日 茂木町 | 茂木町             | 茂木町             |                    |
|                    | 高岡村             | 明治12年 北高岡村   | 逆川村             | 逆川村                | 昭和29年8月1日 茂木町 | 茂木町             | 茂木町             |                    |
|                    | 福手村             |                     | 逆川村             | 逆川村                | 昭和29年8月1日 茂木町 | 茂木町             | 茂木町             |                    |
|                    | 天子村             |                     | 逆川村             | 逆川村                | 昭和29年8月1日 茂木町 | 茂木町             | 茂木町             |                    |
|                    | 河井村             | 河井村              | 中川村             | 中川村                | 昭和29年8月1日 茂木町 | 茂木町             | 茂木町             |                    |
|                    | 山内村             |                     | 中川村             | 中川村                | 昭和29年8月1日 茂木町 | 茂木町             | 茂木町             |                    |
|                    | 小深村             |                     | 中川村             | 中川村                | 昭和29年8月1日 茂木町 | 茂木町             | 茂木町             |                    |
|                    | 川又村             |                     | 中川村             | 中川村                | 昭和29年8月1日 茂木町 | 茂木町             | 茂木町             |                    |
|                    | 牧野村             |                     | 中川村             | 中川村                | 昭和29年8月1日 茂木町 | 茂木町             | 茂木町             |                    |
|                    | 飯野村             |                     | 中川村             | 中川村                | 昭和29年8月1日 茂木町 | 茂木町             | 茂木町             |                    |
|                    | 馬門村             |                     | 中川村             | 中川村                | 昭和29年8月1日 茂木町 | 茂木町             | 茂木町             |                    |
|                    | 入郷村             |                     | 中川村             | 中川村                | 昭和29年8月1日 茂木町 | 茂木町             | 茂木町             |                    |
|                    | 後郷村             |                     | 中川村             | 中川村                | 昭和29年8月1日 茂木町 | 茂木町             | 茂木町             |                    |
|                    | 馬門村の一部       | 馬門村の一部        | 中川村             | 昭和26年 茂木町に編入 | 昭和29年8月1日 茂木町 | 茂木町             | 茂木町             |                    |
|                    | 後郷村の一部       |                     | 中川村             | 昭和26年 茂木町に編入 | 昭和29年8月1日 茂木町 | 茂木町             | 茂木町             |                    |
|                    | 中根村             | 明治8年 千本村      | 須藤村             | 須藤村                | 昭和29年8月1日 茂木町 | 茂木町             | 茂木町             |                    |
|                    | 上菅又村           |                     | 須藤村             | 須藤村                | 昭和29年8月1日 茂木町 | 茂木町             | 茂木町             |                    |
|                    | 下菅又村           |                     | 須藤村             | 須藤村                | 昭和29年8月1日 茂木町 | 茂木町             | 茂木町             |                    |
|                    | 町田村             |                     | 須藤村             | 須藤村                | 昭和29年8月1日 茂木町 | 茂木町             | 茂木町             |                    |
|                    | 坂井村             |                     | 須藤村             | 須藤村                | 昭和29年8月1日 茂木町 | 茂木町             | 茂木町             |                    |
|                    | 黒田村             |                     | 須藤村             | 須藤村                | 昭和29年8月1日 茂木町 | 茂木町             | 茂木町             |                    |
|                    | 生井村             |                     | 須藤村             | 須藤村                | 昭和29年8月1日 茂木町 | 茂木町             | 茂木町             |                    |
|                    | 大瀬村             |                     | 須藤村             | 須藤村                | 昭和29年8月1日 茂木町 | 茂木町             | 茂木町             |                    |
|                    | 大畑村             |                     | 須藤村             | 須藤村                | 昭和29年8月1日 茂木町 | 茂木町             | 茂木町             |                    |
|                    | 烏生田村           |                     | 須藤村             | 須藤村                | 昭和29年8月1日 茂木町 | 茂木町             | 茂木町             |                    |
|                    | 九石村             |                     | 須藤村             | 須藤村                | 昭和29年8月1日 茂木町 | 茂木町             | 茂木町             |                    |
|                    | 所草村             |                     | 須藤村             | 須藤村                | 昭和29年8月1日 茂木町 | 茂木町             | 茂木町             |                    |
|                    | 竹原村             |                     | 須藤村             | 須藤村                | 昭和29年8月1日 茂木町 | 茂木町             | 茂木町             |                    |

## 人口
| |                                        |  |
| 茂木町と全国の年齢別人口分布（2005年） | 茂木町の年齢・男女別人口分布（2005年） |  |
| ■紫色 ― 茂木町 ■緑色 ― 日本全国 | ■青色 ― 男性 ■赤色 ― 女性              |  |
| 茂木町（に相当する地域）の人口の推移 \| 1970年（昭和45年） \| 21,978人 \| \| \| 1975年（昭和50年） \| 20,810人 \| \| \| 1980年（昭和55年） \| 20,051人 \| \| \| 1985年（昭和60年） \| 19,656人 \| \| \| 1990年（平成2年） \| 18,934人 \| \| \| 1995年（平成7年） \| 18,532人 \| \| \| 2000年（平成12年） \| 17,466人 \| \| \| 2005年（平成17年） \| 16,403人 \| \| \| 2010年（平成22年） \| 15,018人 \| \| \| 2015年（平成27年） \| 13,188人 \| \| \| 2020年（令和2年） \| 11,891人 \| \| |                                        |  |
| 総務省統計局 国勢調査より |                                        |  |
| 1970年（昭和45年） | 21,978人                               |  |
| 1975年（昭和50年） | 20,810人                               |  |
| 1980年（昭和55年） | 20,051人                               |  |
| 1985年（昭和60年） | 19,656人                               |  |
| 1990年（平成2年） | 18,934人                               |  |
| 1995年（平成7年） | 18,532人                               |  |
| 2000年（平成12年） | 17,466人                               |  |
| 2005年（平成17年） | 16,403人                               |  |
| 2010年（平成22年） | 15,018人                               |  |
| 2015年（平成27年） | 13,188人                               |  |
| 2020年（令和2年） | 11,891人                               |  |

## 行政
- 町長：古口達也（2002年から）

### 衆議院
- 任期 ： 2017年（平成29年）10月22日 - 2021年（令和3年）10月21日（「第48回衆議院議員総選挙」参照）

| 選挙区 | 議員名 | 党派名     | 当選回数 | 備考   |
| --- | ------ | ---------- | -------- | ------ |
| 栃木県第4区（茂木町、小山市、真岡市、下野市（旧石橋町、国分寺町）、栃木市（旧大平町、藤岡町、都賀町、岩舟町域）、芳賀郡、下都賀郡） | 佐藤勉 | 自由民主党 | 8        | 選挙区 |

## 行政機関

### 消防
- 芳賀地区広域行政事務組合消防本部
  - 茂木分署

## 提携都市
秋田県八峰町
2024年（令和5年）2月20日 - 友好都市協定を締結

## 町のシンボル
- 町花：ききょう[5]
- 町木：けやき[5]
- 町鳥：うぐいす[5]
- 町のゆるキャラ：「ゆずも」[6]

## 地域

### 町名一覧

#### 茂木地区
- 大字鮎田（あゆた/あいだ）
- 大字青梅（おうめ）
- 大字神井（かのい）
- 大字上後郷（かみうらごう）
- 大字小井戸（こいど）
- 大字塩田（しおだ）
- 大字林（はやし）
- 大字桧山（ひやま）
- 大字増井（ましい）
- 大字三坂（みさか）
- 大字茂木（もてぎ）

#### 逆川地区
- 大字天子（あまこ）
- 大字飯（いい）
- 大字小貫（おぬき）
- 大字小山（おやま）
- 大字北高岡（きたたかおか）
- 大字木幡（きばた）
- 大字深沢（ふかさわ）
- 大字福手（ふくで/ふぐて）

#### 須藤地区
- 大字烏生田（うごうだ）
- 大字大瀬（おおせ）
- 大字大畑（おおばたけ）
- 大字上菅又（かみすがまた）
- 大字黒田（くろだ）
- 大字坂井（さかのい）
- 大字九石（さざらし）
- 大字下菅又（しもすがまた）
- 大字千本（せんぼ）
- 大字竹原（たけわら）
- 大字所草（ところくさ）
- 大字生井（なまい）
- 大字町田（まちだ）

#### 中川地区
- 大字飯野（いいの）
- 大字入郷（いりごう）
- 大字後郷（うらごう）
- 大字小深（おぶか）
- 大字河井（かわい）
- 大字河又（かわまた）
- 大字馬門（まかど）
- 大字牧野（まぎの）
- 大字山内（やまうち）

### 教育

#### 高等学校
- 栃木県立茂木高等学校

#### 中学校
- 茂木町立茂木中学校

#### 小学校
- 茂木町立茂木小学校
- 茂木町立逆川小学校
- 茂木町立須藤小学校
- 茂木町立中川小学校

#### かつて存在した学校
- 茂木町立須藤中学校（2010年3月閉校）
- 茂木町立逆川中学校（2017年3月閉校）
- 茂木町立中川中学校（2017年3月閉校）
- 茂木町立茂木東小学校（2006年3月閉校）
- 茂木町立木幡小学校（2006年3月閉校）
- 茂木町立山内小学校（2003年3月閉校）
- 茂木町立烏生田小学校（1993年3月閉校）
- 茂木町立小貫小学校（1987年3月閉校）

## 通信

### 郵便
郵便番号は以下が該当する。2集配局が集配を担当する。
- 茂木郵便局：「321-35xx」「321-36xx」「321-37xx」[7]
- 石塚郵便局（茨城県城里町内）：「311-4411」（大字桧山字道木橋）

#### 郵便局
- 茂木郵便局（07014）
- 中川郵便局（07042）
- 逆川郵便局（07091）
- 須藤郵便局（07100）

### 電話番号
町内全域が真岡MAの管轄となり、市外局番は「0285」。収容局は以下の3ビルが該当し、市内局番は以下の通り。
- 栃木茂木局：63、64
- 茂木北局：61、62
- 逆川局：65

### 放送
- 茂木町ケーブルテレビ

## 交通

### 鉄道
- 真岡鐵道
  - ■真岡線
    - 天矢場駅 - 茂木駅

### バス
- JRバス関東（宇都宮支店）
  - 水都西線：作新高校前 - 東武宇都宮駅 - 県庁前 - JR宇都宮駅西口 - 宇大前 - 道場宿 - 芳賀町工業団地管理センター前（宇都宮ライトレール接続） - 芳賀温泉ロマンの湯 - 祖母井 - 市塙駅入口 - 天矢場 - 道の駅もてぎ北 - 茂木駅

- 茨城交通
  - 高速バス「関東やきものライナー」 益子駅・茂木さかがわ館前 - 秋葉原駅　※毎日運行
  - モビリティリゾートもてぎ - 石塚 - 茨大前 - 水戸駅北口　※土休日のみ運行
- 那須烏山市営バス
  - 須藤地区の一部で運行。

### 事前予約型乗合タクシー
- デマンド交通めぐるくん
  - 運行時間帯：7:00～18:00（平日：10 便/日、土曜：5 便/日の運行。毎便4台の配車）

### 道路
- 一般国道
  - 国道123号
  - 国道294号
- 主要地方道
  - 栃木県道1号宇都宮笠間線
  - 栃木県道27号那須黒羽茂木線
  - 栃木県道51号水戸茂木線
  - 栃木県道69号宇都宮茂木線
- 一般県道
  - 栃木県道109号茂木停車場線
  - 栃木県道163号黒田市塙真岡線
  - 栃木県道171号山内上境線
  - 栃木県道176号杉山石末線
  - 栃木県道206号飯茂木線
  - 栃木県道212号赤沢茂木線
  - 栃木県道274号牧野大沢線
  - 栃木県道286号深沢岩瀬線
  - 栃木県道287号山内上小瀬線
  - 栃木県道291号下伊勢畑増井線
  - 栃木県道338号芳賀茂木線
- 道の駅
  - 道の駅もてぎ（もてぎプラザ）

## 特産品
- ゆず
- しいたけ

## 名所・旧跡・観光スポット・祭事・催事
- モビリティリゾートもてぎ
- 大瀬観光やな
- 茂木城
- ふみの森もてぎ - 文化複合施設
- もてぎの森ダリア園
- 妖精の森 - 茂木町南部、焼森山ミツマタ群生地
- もてぎ昭和館、第2もてぎ昭和館

## 茂木町にゆかりのある著名人
- 大宮宏正 - 男子バスケットボール選手
- 森俊貴 -（プロサッカー選手、栃木SC所属）

## 茂木町が舞台の作品
- 茶の味 - 監督・脚本石井克人、2004年カンヌ映画祭監督週間オープニング作品